# Varanus cerambonensis
Espèce
Statut CITES
Le Varan de Céram, Varanus cerambonensis, est une espèce de sauriens de la famille des Varanidae.

## Répartition
Cette espèce est endémique des Moluques en Indonésie. Elle se rencontre sur les îles de Céram, d'Ambon, de Banda, de Buru et dans les îles Obi. Sa présence est incertaine en Nouvelle-Guinée.

## Publication originale
- Philipp, Böhme & Ziegler, 1999 : The identity of Varanus indicus: Redefinition and description of a sibling species coexisting at the type locality (Sauria: Varanidae: Varanus indicus group). Spixiana, vol. 22, n. 3, p. 273-287 (texte intégral).